# Butanal
El butanal, o butiraldehid, és un compost orgànic de la classe dels aldehids que està constituït per una cadena lineal de quatre carbonis amb un grup carbonil en un dels seus extrems. La seva fórmula molecular és {\displaystyle {\ce {C4H8O}}}. S'empra en síntesi orgànica industrial.

## Estat natural

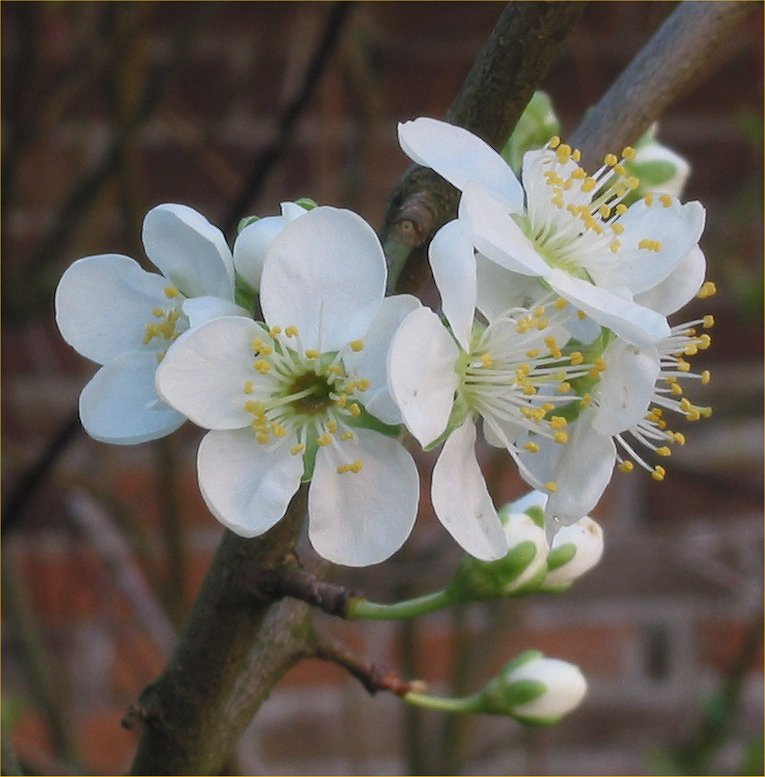
Flor de prunera (Prunus domestica).

Hom ha trobat butanal en flors de diverses plantes (Sauromatum guttatum, Brassica napus ssp. oleifera, Hydnora africana, i unes quantes del gènere Prunus). També el búbal vermell o Alcelaphus buselaphus caama i un insecte, la Pternistria bispina, el fan servir en la composició de les seves feromones.

## Propietats
El butanal és un líquid transparent. Té un punt de fusió de –96 °C i un d'ebullició de 74–75 °C. És soluble en etanol i insoluble dins d'aigua (0,0007 mg/L a 25 °C).

## Obtenció
El mètode industrial més emprat en l'actualitat per a produir butanal és l'anomenat Procés Oxo, una hidroformilació del propè segons l'equació següent:

## Usos
El butanal té un ampli perfil d'usos, semblant a molts dels grans productes químics que es produeixen a tot el món. La producció de butan-1-ol representa quasi dos terços de l'ús del butanal i de 2-etilhexan-1-ol quasi un terç. Ambdós s'empren per al seu posterior ús en la fabricació de ftalats. La producció anual mundial és d'un sis mil milions de quilograms. La següent equació química representa la síntesi del butan-1-ol per hidrogenació del butanal: